# Banque Edel
La Banque Edel est un établissement bancaire français, propriété du Groupement d'achats des centres E.Leclerc et du Crédit Coopératif (Groupe BPCE),.

## Histoire
La société est fondée le 8 janvier 1991.
En 2017, la Banque Edel investit progressivement, au côté de Maif Avenir, dans la néo-banque Morning. Avant d'en devenir l'actionnaire unique,. Le 28 mai 2021, Morning est dissoute sans liquidation, la transmission universelle du patrimoine est intégrée à la Banque Edel,.